# Zeevetmuur-klasse
De zeevetmuur-klasse (Saginetea maritimae) is een klasse van kleinschalige syntaxa die voorkomen op de grenzen van zoete en zilte milieus. De plantengemeenschappen uit deze klasse vormen doorgaans inslaggemeenschappen binnen andere plantengemeenschappen.

## Naamgeving en codering
- Syntaxoncode voor Nederland (rVvN): r28

De wetenschappelijke naam Saginetea maritimae is afgeleid van de botanische naam van zeevetmuur (Sagina maritima).

## Onderliggende syntaxa in Nederland en Vlaanderen
De zeevetmuur-klasse wordt in Nederland en Vlaanderen vertegenwoordigd door slechts één orde met één onderliggend verbond die alhier twee associaties kent. In Nederland en Vlaanderen zijn geen rompgemeenschappen onderscheiden uit deze klasse.
- - zeevetmuur-orde (Saginetalia maritimae)
    - zeevetmuur-verbond (Saginion maritimae)
      - associatie van zeevetmuur en Deens lepelblad (Sagino maritimae-Cochlearietum danicae)
      - associatie van strandduizenguldenkruid en krielparnassia (Centaurio-Saginetum)